# Sergio Corazzini
Sergio Corazzini (né à Rome le 6 février 1886 et mort dans la même ville le 17 juin 1907) est un poète italien, appartenant au mouvement crépusculariste.

## Biographie
Sergio Corazzini est né à Rome dans une famille aisée. Il s'est formé à l'École Umberto I, où il était auteur et directeur du théâtre de marionnettes. À cause des difficultés économiques de sa famille dues aux  spéculations de son père sur le marché boursier et de sa mère, malade, il a été forcé de quitter le collège et de travailler dans une compagnie d'assurance.
Les activités liées à la poésie ont débuté officiellement en 1902, quand ses versets ont commencé à être publiés régulièrement dans la revue Pasquino di Roma (plus tard Marforio). Son premier recueil poétique, Dolcezze, a été publié en 1904,  suivi par L'amaro calice, apprécié par  la critique qui le compare à Stéphane Mallarmé, Francis Jammes et Jules Laforgue, entre autres. En 1905 Sergio Corazzini fonde l'éphémère revue littéraire Cronache latine, écrit son unique pièce de théâtre Il traguardo et publie un troisième recueil de poésie, Le auréole.
Gravement malade, souffrant de tuberculose, en 1906, il s'installe à Nocera Umbra où il est hospitalisé au sanatorium Nettuno à l'automne de la même année. Au sanatorium, il commence une traduction inachevée de Joséphin Peladan Sémiramis en continuant à composer des poésies, en partie recueillies dans le Libro per la sera della domenica. En 1907 il rentre chez lui, à Rome, où il meurt le 17 juin 1907, à l'âge de 21 ans.

## Publications
- Dolcezze. Tipografia operaia romana, Rome, 1904.
- L'amaro calice. Tipografia operaia romana, Rome, 1904.
- Le auréole. Tipografia operaia romana, Rome, 1905.
- Piccolo libro inutile. Tipografia operaia romana, Rome, 1906. (comprend également les poésies de Alberto Tarchiani)
- Elegia.Frammento.  Tipografia operaia romana, Rome, 1906
- Libro per la sérums della domenica. Tipografia operaia romana, Rome, 1906.
- Liriche. Ricciardi, Naples, 1909.